# Marián Masný
Marián Masný (* 13. August 1950 in Rybany, Tschechoslowakei) ist ein ehemaliger slowakischer Fußballspieler. Er wurde mit der tschechoslowakischen Nationalmannschaft 1976 Europameister.

## Karriere
Marián Masný begann mit dem Fußballspielen in seinem Geburtsort Rybany in der Westslowakei. Ab 1967 spielte der Flügelstürmer für Spartak Tatra im wenige Kilometer entfernten Bánovce nad Bebravou. Von 1969 bis 1971 absolvierte Masný seinen Armeedienst für Dukla Banská Bystrica, das damals in der 2. Liga spielte. Den Großteil seiner Karriere verbrachte Masný von 1971 bis 1983 bei Slovan Bratislava, mit dem er 1974 und 1975 Tschechoslowakischer Meister wurde. 1974 und 1982 gewann er mit seiner Mannschaft den nationalen Pokalwettbewerb. 1981 wurde er mit 16 Toren Torschützenkönig in der Tschechoslowakischen 1. Liga.
In der Tschechoslowakischen Nationalmannschaft debütierte Masný am 25. September 1974 beim 3:1-Erfolg gegen die DDR. 1976 feierte er mit dem Gewinn der Europameisterschaft den größten Erfolg. 1980 trug er zum Gewinn der Bronzemedaille bei, am 24. Juni 1982 gab er im Spiel gegen England im Rahmen der Weltmeisterschaft seinen Abschied von der internationalen Fußballbühne. In neun Jahren hatte Masný für die Tschechoslowakei 75 Länderspiele bestritten und 18 Tore erzielt.
Im Frühjahr 1983 wechselte der Slowake zum SC Neusiedl am See in die Österreichische Bundesliga. Nach einer Knieverletzung kehrte er nach Bratislava zurück, allerdings zum kleineren Verein TJ ZŤS Petržalka, mit dem ihm der Aufstieg in die 1. Liga gelang. Zu seinen 97 Toren aus der Zeit bei Slovan konnte Masný in der Spielzeit 1984/85 sechs weitere hinzufügen, den Abstieg seiner Mannschaft jedoch nicht verhindern. Daraufhin wechselte Marián Masný zum burgenländischen FC Mönchhof, wo er bis 1996 als Spieler und von 1995 bis 1998 als Trainer tätig war.
Sein Bruder Vojtech Masný war ebenfalls tschechoslowakischer Nationalspieler, sein Sohn Marián Masný junior spielte für Slovan Bratislava, Artmedia Petržalka, Tatran Devín, FK Dukla Banská Bystrica, ŠKP Bratislava und den FC Mönchhof.